# Sören Lausberg
Sören Yves Lausberg (Eisenhüttenstadt, 6 augustus 1969) is een Duitse voormalig baanwielrenner. Hij was goed in de sprintonderdelen, de teamsprint en 1 km tijdrit. Lausberg won tijdens de Wereldkampioenschappen baanwielrennen in 1995 samen met Jens Fiedler, Michael Hübner en Jan van Eijden de teamsprint.
Lausberg heeft deelgenomen aan de Olympische Zomerspelen van 1996 en 2000. Hij werd bij beide spelen vierde op de 1 km tijdrit.

## Belangrijkste uitslagen
| Jaar        | DK                               | EK          | WK                       | Overige                                                  |             |
| Als amateur | Als amateur                      | Als amateur | Als amateur              | Als amateur                                              | Als amateur |
| ----------- | -------------------------------- | ----------- | ------------------------ | -------------------------------------------------------- | ----------- |
| 1988        | 1km tijdrit                      |             |                          |                                                          |             |
| 1989        | 1km tijdrit                      |             |                          |                                                          |             |
| Jaar        | DK                               | EK          | WK                       | Overige                                                  |             |
| Als amateur |                                  |             |                          |                                                          |             |
| 1991        | 1km tijdrit, tandem              |             |                          |                                                          |             |
| 1992        | 1km tijdrit                      |             |                          |                                                          |             |
| Als elite   |                                  |             |                          |                                                          |             |
| 1995        | 1km tijdrit                      |             | teamsprint               |                                                          |             |
| 1996        | 1km tijdrit                      |             | 1km tijdrit · teamsprint | Olympische Spelen: 4e 1km tijdrit WB Athene: 1km tijdrit |             |
| 1997        | 1km tijdrit, teamsprint          |             | 1km tijdrit · teamsprint | WB Cali: 1km tijdrit                                     |             |
| 1998        | 1km tijdrit                      |             | teamsprint               | WB Berlijn: teamsrint                                    |             |
| 1999        |                                  |             | teamsprint               | WB Frisco: 1km tijdrit WB Fiorenzuola: 1km tijdrit       |             |
| 2000        |                                  |             | 1km tijdrit              | Olympische Spelen: 4e 1km tijdrit, 7e teamsprint         |             |
| 2001        | 1km tijdrit, teamsprint · keirin |             | 1km tijdrit              | WB Pordenone: 1km tijdrit                                |             |
| 2002        | 1km tijdrit                      |             | teamsprint               | WB Moskou: 1km tijdrit                                   |             |
| 2003        | 1km tijdrit, teamsprint          |             |                          |                                                          |             |
| 2004        |                                  |             |                          | WB Moskou: teamsprint                                    |             |
| 2005        | teamsprint, 1km tijdrit          |             |                          |                                                          |             |